# Habrolepis montenegrina
Habrolepis montenegrina är en stekelart som beskrevs av Hoffer 1976. Habrolepis montenegrina ingår i släktet Habrolepis och familjen sköldlussteklar. Inga underarter finns listade i Catalogue of Life.